# Сант'Антонио (Асколи Пичено)
Сант'Антонио (итал. Sant'Antonio) насеље је у Италији у округу Асколи Пичено, региону Марке.
Према процени из 2011. у насељу је живело 52 становника. Насеље се налази на надморској висини од 322 м.